# Eberhard Stammler
Eberhard Stammler (* 14. August 1915 in Ulm; † 9. Januar 2004 in Stuttgart) war ein deutscher evangelischer Theologe, Journalist und Publizist. Er galt als Wegbereiter des evangelischen Pressewesens in der Bundesrepublik Deutschland.

## Leben
Stammler wurde 1915 als Sohn eines Kaufmanns und dessen Frau in Ulm geboren. Er wuchs den Lebenserinnerungen zufolge in einem bürgerlich und national geprägten Umfeld auf. Die Firma seines Vaters, der früh verstarb, brach 1928 zusammen; die Familie litt unter der Weltwirtschaftskrise. Bereits 1931 – noch vor der „Machtergreifung“ der Nationalsozialisten – wurde Stammler sechzehnjährig Mitglied der Hitlerjugend (HJ). Außerdem trat er aus der Kirche aus. Das zunächst wegen seiner frühen Mitgliedschaft verliehene Goldene HJ-Ehrenzeichen wurde ihm nach seinem Studium im Zuge seines Gesinnungswandels von der Gestapo wieder abgenommen. Während seiner Schul- und Studienzeit gehörte er von 1933 bis 1938/39 der NSDAP an; ab 1933 war er auch Mitglied der SA. Sein Parteiaustritt war nach eigenem Bekunden religiös motiviert; er bedauerte später den fortgeschrittenen Zeitpunkt seines Umdenkens.
Nach dem Abitur am Humboldt-Gymnasium, einem humanistischen Gymnasium in seiner Heimatstadt, wandte er sich dem Christentum zu und studierte von 1934 bis 1938 Evangelische Theologie an der Eberhard Karls Universität Tübingen. Er weilte im Studienhaus Evangelisches Stift. An der Evangelisch-Theologischen Fakultät engagierte er sich als Fachschaftsleiter, Amtsleiter für Wissenschaft und Facherziehung und Wettkampfleiter des Reichsberufswettkampfes der deutschen Studenten. Er organisierte eine Veranstaltung mit dem evangelischen Landesbischof Theophil Wurm und dem stellvertretenden Gauleiter Friedrich Schmidt. Ferner war er Mitglied einer als illegal deklarierten christlichen Studentenverbindung, was der NS-Studentenbund unter anderem zum Anlass nahm, nach seinem Studium ein Ausschlussverfahren anzustrengen. Nach der Ablegung des 1. Theologischen Examens 1938 absolvierte er das Vikariat in Boll bei Oberndorf. Im Anschluss daran wirkte er bis 1947 als Pfarrer der Evangelischen Landeskirche in Württemberg. Obwohl er seinen Kirchenaustritt mit bürgerlicher Wirkung nicht rückgängig gemacht hatte, kann dieser nach der Rechtsprechung als konkludent angenommen werden. Im Jahre 1941 konnte er zum Stadtpfarrer in Blaubeuren ordiniert werden.
Von 1941 bis 1945 wurde er zum Kriegsdienst in die Fallschirmjägertruppe der Luftwaffe der Wehrmacht eingezogen. Er kämpfte im Zweiten Weltkrieg an der West- und Ostfront. Zuletzt bekleidete er den Dienstgrad eines Leutnants der Reserve. Von April bis Herbst 1945 war er in US-amerikanischer Kriegsgefangenschaft in der Pfalz. In einem Kriegsgefangenenlager für Offiziere lernte er den Journalisten Christoph Freiherr von Imhoff kennen, mit dem er später in Bad Boll aktiv wurde.
Von 1947 bis 1949 war er Gründungsmitglied und theologischer Redakteur des Sonntagsblatts (DAS) in Hamburg, das heute unter dem Namen Chrismon firmiert. Von 1949 bis 1952 war er kurzzeitig Stadtjugendpfarrer in Stuttgart. Von 1952 bis 1964 war er Mitbegründer und Chefredakteur der evangelischen Jugendzeitschrift Junge Stimme in Stuttgart, die aus dem DAS hervorging. 1957/58 studierte er parallel Soziologie in Heidelberg. 1964/65 trug er als stellvertretender Chefredakteur bei der Wochenzeitung Christ und Welt Verantwortung. Er war etwa für das Ausscheiden von Armin Mohler verantwortlich. Danach betätigte er sich als freier Publizist und wissenschaftlicher Mitarbeiter am Institut für Christliche Gesellschaftslehre der Universität Tübingen. Von 1970 bis 1983 war er als Nachfolger von Günter Heidtmann Chefredakteur der Stuttgarter Monatszeitschrift Evangelische Kommentare, die eine Vorgängerzeitschrift von Zeitzeichen war.
1950 wurde er Vorsitzender des Presseausschusses des Deutschen Evangelischen Kirchentags (DEKT). Im selben Jahr gehörte er zu den Mitbegründern der Christlichen Presse Akademie in Bad Boll. Von 1950 bis 1955 war er Pressereferent der Arbeitsgemeinschaft der Evangelischen Jugend in Deutschland (AGEJD) und Herausgeber der hauseigenen Evangelischen Jugend Information. Von 1956 bis 1958 war er stellvertretender Vorsitzender und 1958 Vorsitzender des Jugendpolitischen Ausschusses der AGEJD. Von 1957 bis 1971 war er Vorsitzender der Selbstkontrolle der Illustrierten, die im Zeitraum von 1964 bis 1966 aufgelöst war. Überdies war er stellvertretender Vorsitzender des Gemeinschaftswerks der Evangelischen Publizistik, Kuratoriumsmitglied des Evangelischen Pressedienstes, Vorsitzender des Evangelischen Presseverbands für Württemberg, Vorsitzender des Publizistischen Arbeitskreises des DEKT, Gründungsmitglied des Arbeitskreises Sicherung des Friedens und Mitglied des PEN-Clubs (ab 1976).
Von 1958 bis 1972 war er Mitglied der Christlich Demokratischen Union Deutschlands (CDU), bis er aufgrund der Ostpolitik seiner Partei aus dieser austrat. In der Zeit seiner Parteimitgliedschaft engagierte er sich im Evangelischen Arbeitskreis der CDU, wo er 1969 gemeinsam mit Peter Egen und Eberhard Amelung das Publikationsorgan Evangelische Verantwortung neu belebte. Von 1958 bis 1978 war er Gründungsmitglied und von 1963 bis 1968 Sprecher des Beirats für Fragen der Inneren Führung bei den Bundesministern der Verteidigung Kai-Uwe von Hassel und Gerhard Schröder (beide CDU). Vergeblich setzte sich die SPD 1964 für Stammler als Wehrbeauftragten ein; stattdessen wurde der weniger unabhängige CDU-Bundestagsabgeordnete Matthias Hoogen ins Amt gewählt. Stammler gehörte 1977 zu den Unterzeichnern der Gründungserklärung der Gustav Heinemann-Initiative.
Stammler, evangelisch, war ab 1941 verheiratet und Vater von drei Kindern. Sein Sohn Dieter Stammler (* 1942) ist Medienrechtler.

## Auszeichnungen
- 1969: Bundesverdienstkreuz I. Klasse
- Brenz-Medaille der württembergischen Landeskirche
- 1996: Verdienstmedaille des Landes Baden-Württemberg

## Schriften (Auswahl)
- Protestanten ohne Kirche. Kreuz-Verlag, Stuttgart 1960.

- englische Übersetzung durch Jack A. Worthington: Churchless Protestants. Westminster Press, Philadelphia 1964.

- Verschwörung für die Demokratie. Ehrenwirth, München 1966.
- mit Kurt Sontheimer, Hans Heigert: Sehnsucht nach der Nation?. 3 Plädoyers. Juventa Verlag, München 1966.
- (Hrsg.): Der protestantische Imperativ. Festschrift für Eberhard Müller zum 60. Geburtstag. Furche-Verlag, Hamburg 1966.
- mit Walter Dirks (Hrsg.): Warum bleibe ich in der Kirche?. Zeitgenössische Antworten. Manz, München 1971, ISBN 3-7863-0132-8.
- (Hrsg.): Wer ist eigentlich der Mensch?. Kösel, München 1973, ISBN 3-466-25655-0.
- Kirche am Ende unseres Jahrhunderts. Witterungen, Wünsche, Wagnisse. Radius-Verlag, Stuttgart 1974, ISBN 3-87173-513-2.
- mit Hans Norbert Janowski (Hrsg.): Was ist los mit der deutschen Theologie?. Antworten auf eine Anfrage. Kreuz-Verlag, Stuttgart u. a. 1978, ISBN 3-7831-0533-1.
- (Hrsg.): Sicherung des Friedens. Eine christliche Verpflichtung. Kreuz-Verlag, Stuttgart u. a. 1980, ISBN 3-7831-0620-6.
- Kirche ohne Volk?. Christen am Ende des Jahrtausends. Pendo, Zürich 1992, ISBN 3-85842-226-6.
- mit Hartmut Bühl (Hrsg.): Streit um den Frieden. Diskussion um Macht und Moral. Bernard und Graefe, Bonn 2001, ISBN 3-7637-6226-4.

Autobiographisches:
- Der Nationalsozialismus aus lebensgeschichtlicher Perspektive (Teil 2). In: Volker Rittberger (Hrsg.): 1933, wie die Republik der Diktatur erlag. Kohlhammer, Stuttgart u. a. 1983, ISBN 3-17-007907-7, S. 178–186.